# Кэмпбелл-Бэй (национальный парк)
Кэмпбелл-Бэй (англ. Campbell Bay National Park) — национальный парк в Индии. Расположен на острове Большой Никобар — крупнейшем из островов архипелага Никобарские острова. Является частью биосферного резервата Большой Никобар. Создан в 1992 году, площадь составляет 426 км². Граничит с более малым по площади национальным парком Галатеа, от которого отделён двенадцатикилометровой буферной зоной. Территория парка покрыта тропическим вечнозелёным лесом и кустарником.